# Departamento Pehuenches
Das Departamento Pehuenches liegt im Norden der Provinz Neuquén im Süden Argentiniens und ist eine von 16 Verwaltungseinheiten der Provinz. 
Es grenzt im Norden an die Provinz Mendoza, im Osten an die Provinz Río Negro, im Süden an das Departamento Añelo, im Südwesten an das Departamento Loncopué und im Westen an die Departamentos Ñorquín und Chos Malal. 
Die Hauptstadt des Departamento Pehuenches ist Rincón de los Sauces.

## Bevölkerung

### Übersicht
Das Ergebnis der Volkszählung 2022 ist noch nicht bekannt. Bei der Volkszählung 2010 war das Geschlechterverhältnis mit 12.980 männlichen und 11.107 weiblichen Einwohnern unausgeglichen mit einem deutlichen Männerüberhang.
Nach Altersgruppen verteilte sich die Einwohnerschaft auf 7.434 Personen (30,9 %) im Alter von 0 bis 14 Jahren, 15.955 Personen (66,2 %) im Alter von 15 bis 64 Jahren und 698 Personen (2,9 %) von 65 Jahren und mehr.

### Bevölkerungsentwicklung
Das Gebiet ist sehr dünn besiedelt. Die Bevölkerungszahl hat seit 1970 stark zugenommen. Die Schätzungen des INDEC gehen von einer Bevölkerungszahl von 37.286 Einwohnern per 1. Juli 2022 aus.
| Jahr | 1947  | 1960  | 1970  | 1980  | 1991  | 2001   | 2010   | 2022    |
| Einwohner                                                                                                | 2.444 | 2.329 | 2.614 | 3.872 | 6.538 | 13.765 | 24.087 | k. Ang. |
| Bevölkerungsentwicklung des Departements seit 1947; Quelle: Ergebnisse der Volkszählungen in Argentinien |       |       |       |       |       |        |        |         |

## Städte und Gemeinden
Das Departamento Pehuenches gliedert sich in die Gemeinden Rincón de los Sauces (erste Kategorie), Buta Ranquil (zweite Kategorie), Barrancas (dritte Kategorie) und Octavio Pico (Comisión de Fomento). Weitere Kleinsiedlungen im Departamento Pehuenches sind Auquinco, Chacayco, Curaco, El Cruce, Las Cortaderas und Rincón Colorado.